# Uinta County
Uinta County ist ein County im US-Bundesstaat Wyoming der Vereinigten Staaten. Bei der Volkszählung 2020 hatte das Uinta County 20.450 Einwohner. Der Verwaltungssitz (County Seat) ist Evanston.

## Geographie
Das County hat eine Fläche von 5407 Quadratkilometern; davon sind 15 Quadratkilometer Wasserflächen. Es grenzt im Uhrzeigersinn an die Countys: Lincoln County, Sweetwater County, Summit County (Utah) und Rich County (Utah).

## Geschichte
Das County wurde im 1869 gegründet.

## Demografische Daten

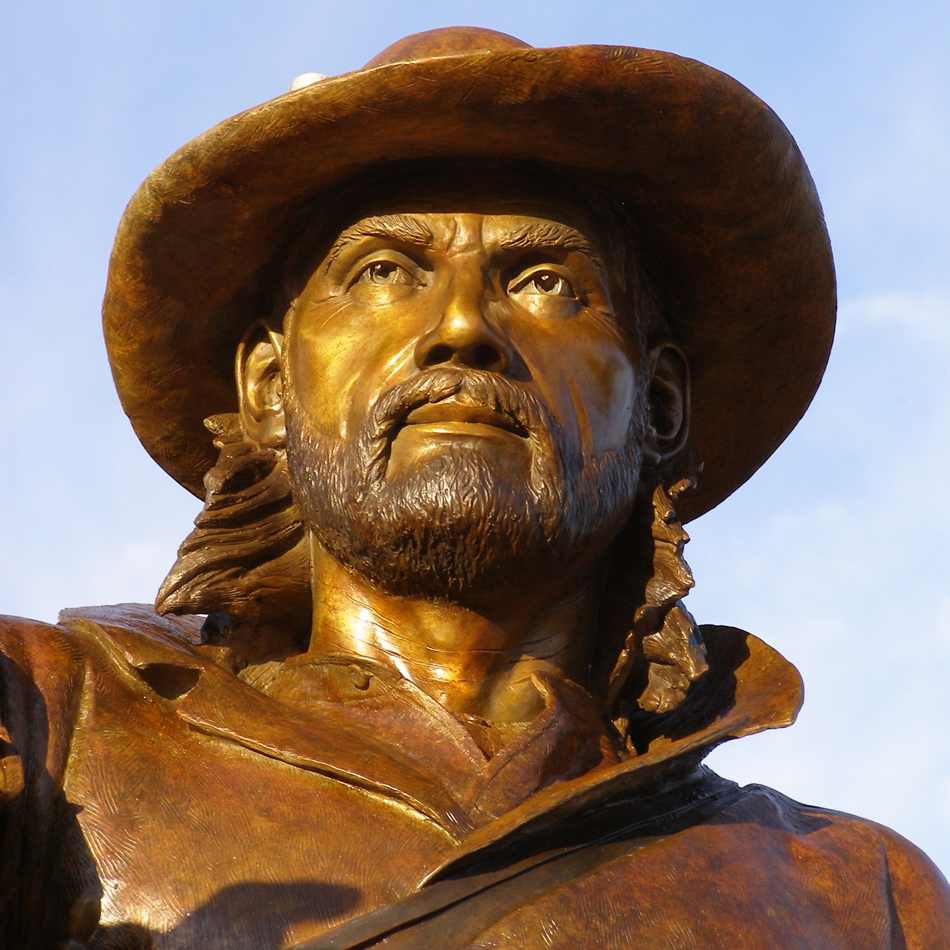
Statue Mountain Man Jim Bridger

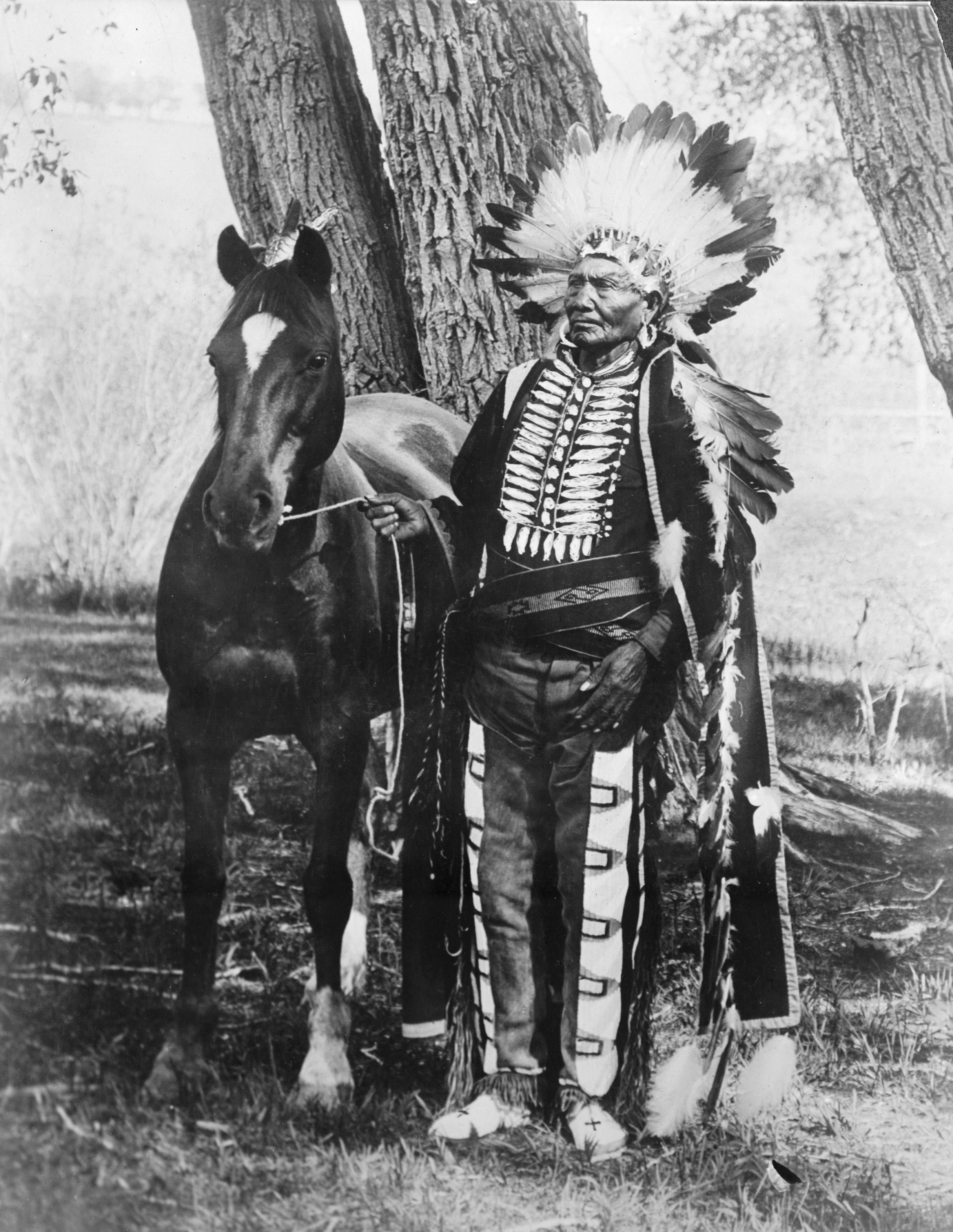
Namensgeber des Uinta County: Das Volk der Ute, hier Chief Ignacio

Nach der Volkszählung im Jahr 2000 lebten im Uinta County 19.742 Menschen. Es gab 6823 Haushalte und 5144 Familien. Die Bevölkerungsdichte betrug 4 Einwohner pro Quadratkilometer. Ethnisch betrachtet setzte sich die Bevölkerung zusammen aus 94,32 % Weißen, 0,11 % Afroamerikanern, 0,87 % amerikanischen Ureinwohnern, 0,27 % Asiaten, 0,07 % Bewohnern aus dem pazifischen Inselraum und 2,86 % aus anderen ethnischen Gruppen; 1,50 % stammten von zwei oder mehr ethnischen Gruppen ab. 5,34 % Prozent der Bevölkerung waren spanischer oder lateinamerikanischer Abstammung.
Von den 6823 Haushalten hatten 44,70 % Kinder und Jugendliche unter 18 Jahre, die bei ihnen lebten. 61,20 % waren verheiratete, zusammenlebende Paare, 9,90 % Prozent waren allein erziehende Mütter, 24,60 % waren keine Familien. 20,90 % waren Singlehaushalte und in 5,60 % lebten Menschen im Alter von 65 Jahren oder darüber. Die Durchschnittshaushaltsgröße betrug 2,84 und die durchschnittliche Familiengröße lag bei 3,31 Personen.
Auf das gesamte County bezogen setzte sich die Bevölkerung zusammen aus 33,50 % Einwohnern unter 18 Jahren, 9,00 % zwischen 18 und 24 Jahren, 29,20 % zwischen 25 und 44 Jahren, 21,40 % zwischen 45 und 64 Jahren und 7,00 % waren 65 Jahre alt oder darüber. Das Durchschnittsalter betrug 31 Jahre. Auf 100 weibliche Personen kamen 103,80 männliche Personen, auf 100 Frauen im Alter ab 18 Jahren kamen statistisch 100,30 Männer.
Das jährliche Durchschnittseinkommen eines Haushalts betrug 44.544 USD, das Durchschnittseinkommen der Familien betrug 49.520. USD. Männer hatten ein Durchschnittseinkommen von 37.500 USD, Frauen 21.450 USD. Das Prokopfeinkommen betrug 16.994 USD. 9,90 % der Familien und 7,80 % der Bevölkerung lebten unterhalb der Armutsgrenze. 11,90 % davon waren unter 18 Jahre und 7,30 % waren 65 Jahre oder älter.

## Orte im Uinta County
City
| - Evanston |

Towns
| - Bear River - Lyman - Mountain View |

Census-designated places (CDP)
| - Carter - Fort Bridger - Lonetree | - Robertson - Urie |

Ghost Towns
| - Almy - Bear River City - Piedmont |